# زگلیک علیا
زگلیک علیا یکی از روستاهای استان آذربایجان شرقی است که در دهستان اوچ‌هاچا بخش مرکزی شهرستان اهر واقع شده‌است.این روستا ۷۰ نفر جمعیت دارد.